# Bernard Jenny
Pour les articles homonymes, voir Jenny.
Bernard Jenny est un dramaturge, metteur en scène et scénographe français né le 18 mars 1931 à Strasbourg décédé le 5 mars 2011.
Il fonde le Théâtre de Lutèce en 1956 puis prend la direction du Théâtre du Vieux-Colombier de 1959 à 1970. Il quitte Paris pour créer le théâtre du Maillon à Strasbourg qu'il dirige de 1977 à 1990.

## Télévision
- 1981 : L'Araignée téléfilm réalisé par Claude Couderc - Rôle : Baron d'Oberkirch
- 1985 : Mangeront-ils ? de Victor Hugo - Tournage réalisé par Gilles Combet pour diffusion télévisée de cette pièce de théâtre mise en scène par Bernard Jenny
- 1987 : Les Enquêtes du commissaire Maigret, épisode : Un échec de Maigret de Gilles Katz

## Théâtre
Comédien
- 1949 : Les Jours heureux de Claude-André Puget, Compagnie des Deux Masques de Paris
- 1949 : Un Tour au Paradis de Sacha Guitry, Compagnie des Deux Masques de Paris
- 1949 : La Nuit d'octobre d'Alfred de Musset, Compagnie des Deux Masques de Paris
- 1949 : Les Agents sont des "gentlemans" de Lucien Besnard, Théâtre des Variétés
- 1950 : Au Petit bonheur de Marc-Gilbert Sauvajon, Compagnie des Deux Masques de Paris
- 1950 : Le Jeu de l'amour et du hasard de Marivaux, Compagnie Bernard Bimont
- 1951 : Feu la mère de Madame de Georges Feydeau, Compagnie des Deux Masques de Paris
- 1952 : Si je voulais de Paul Géraldy et Robert Spitzer, mise en scène Pierre Fresnay, Nouveau-Théâtre à Rouen puis en tournée à l'Ile de Ré
- 1952 : Les Jours heureux de Claude-André Puget, Compagnie Bernard Bimont,
- 1953 : Le Jeu de l'amour et du hasard de Marivaux, Compagnie Bernard Bimont, Istanbul (Turquie)
- 1953 : Mademoiselle de Jacques Deval, Compagnie Bernard Bimont, Istanbul
- 1953 : Le Dépit amoureux de Molière, Compagnie Bernard Bimont, Istanbul
- 1953 : Dans sa candeur naïve de Jacques Deval, Compagnie Bernard Bimont, Istanbul
- 1954 : L'Annonce faite à Marie de Paul Claudel, Eglise Saint Séverin de Paris et Abbaye de Royaumont
- 1954 : La Cuisine des anges d'Albert Husson, mise en scène Christian-Gérard, Théâtre de l'Apollo
- 1955 : La Locandiera de Carlo Goldoni, Théâtre Charles de Rochefort
- 1956 : La Corde pour te pendre de Frédéric Valmain d'après Malice de Pierre Mac Orlan, Comédie de Paris
- 1956 : La Cuisine des anges d'Albert Husson, mise en scène Christian-Gérard, Théâtre des Célestins
- 1957 : La Carmen d'André de Richaud, Théâtre de Lutèce (création)
- 1966 : Tartuffe de Molière, 5è Festival du Marais à l'Hôtel de Sully
- 1970 : Cris et chants de la Révolution française de Bernard Jenny, Théâtre du Vieux-Colombier
- 1979 : L'Histoire du soldat de Ramuz et Stravinsky, Le Maillon, Strasbourg

Metteur en scène
- 1954 : L'Annonce faite à Marie de Paul Claudel, Eglise Saint-Séverin de Paris et Abbaye de Royaumont
- 1955 : La Locandiera de Carlo Goldoni, Théâtre Charles de Rochefort
- 1955 : La Fable de l'enfant échangé de Luigi Pirandello, Studio des Champs-Élysées (création)
- 1955 : La Fleur à la bouche de Luigi Pirandello, Studio des Champs Elysées (création)
- 1956 : Sisyphe et la mort de Robert Merle, Théâtre de Lutèce
- 1956 : Le Pauvre bougre et le bon génie d'Alphonse Allais, Théâtre de Lutèce
- 1956 : La Corde pour te pendre de Frédéric Valmain d'après Malice de Pierre Mac Orlan, Comédie de Paris
- 1956 : Litanies pour les gisants de Paul-Aloïse de Bock, Comédie de Paris (création)
- 1956 : Ce pauvre Gulliver de Simone Dubreuil, Comédie de Paris (création)
- 1957 : L'Histoire du soldat de Ramuz et Stravinsky, Théâtre de Lutèce
- 1957 : L'Histoire du petit tailleur de Tibor Harsanyi, Théâtre de Lutèce
- 1957 : La Savetière prodigieuse de Federico García Lorca, Théâtre de Lutèce
- 1957 : Les Amours de Don Perlimplin avec Belise en son jardin de Federico Garcia Lorca, Théâtre de Lutèce
- 1957 : La Carmen d'André de Richaud, Théâtre de Lutèce (création)
- 1960 : La Petite Catherine de Heilbronn d'Heinrich von Kleist, Théâtre de l'Alliance Française
- 1960 : Christobal de Lugo de Loys Masson, Théâtre du Vieux-Colombier (création)
- 1960 : Les Cochons d'Inde d'Yves Jamiaque, Théâtre du Vieux Colombier (création)
- 1961 : Arden de Feversham (auteur inconnu élisabéthain), Théâtre du Vieux-Colombier (création)
- 1962 : Polyeucte de Corneille, Théâtre du Vieux-Colombier
- 1962 : L'Otage de Paul Claudel, Théâtre du Vieux-Colombier
- 1962 : Le Pain dur de Paul Claudel, Théâtre du Vieux-Colombier
- 1962 : Le Père humilié de Paul Claudel, Théâtre du Vieux-Colombier
- 1963 : Noces de sang de Federico Garcia Lorca, Théâtre du Vieux-Colombier
- 1963 : L'Otage, Le Pain dur, Le Père humilié de Paul Claudel, Teatro Angelicum, Milan
- 1964 : Yerma de Federico Garcia Lorca, Théâtre Hébertot
- 1964 : Bérénice de Jean Racine, Teatro del Convegno, Milan
- 1964-1965 : Lucrèce Borgia de Victor Hugo, Théâtre du Vieux-Colombier, Festival du Marais, Grand Théâtre romain Lyon, Festival de Montauban, Théâtre des Galeries Bruxelles
- 1965 : Liola de Luigi Pirandello, Théâtre du Vieux-Colombier (création)
- 1965 : Saint Euloge de Cordoue de Maurice Clavel, Théâtre du Vieux-Colombier
- 1966 : Le Misanthrope de Molière, Théâtre du Vieux Colombier
- 1966 : Tartuffe de Molière, 5è Festival du Marais à l'Hôtel de Sully
- 1966 : Les Caprices de Marianne d'Alfred de Musset, Théâtre du Vieux Colombier
- 1967 : Dom Juan de Molière, Théâtre du Vieux Colombier
- 1967 : Georges Dandin de Molière, Théâtre du Vieux Colombier
- 1967 : Et moi aussi j'existe de Georges Neveux, Théâtre du Vieux-Colombier (création)
- 1967 : Des petits bonhommes dans du papier journal de Jean-Claude Darnal, Théâtre du Vieux-Colombier
- 1968 : Polyeucte de Corneille, Théâtre du Vieux-Colombier
- 1968 : Mithridate de Jean Racine, Théâtre du Vieux-Colombier
- 1968 : Biedermann et les incendiaires de Max Frisch, Théâtre du Vieux-Colombier
- 1969 : Chers Contestataires de Pierre-Etienne Moreau, Théâtre de l'Alliance Française
- 1969 : Tartuffe de Molière, Théâtre du Vieux-Colombier
- 1969 : Andromaque de Jean Racine, Théâtre du Vieux Colombier
- 1969 : Ce fou de Platonov d'Anton Tchekhov, Théâtre du Vieux-Colombier
- 1970 : Britannicus de Jean Racine, Théâtre du Vieux Colombier
- 1970 : Cris et chants de la Révolution française de Bernard Jenny, Théâtre du Vieux Colombier
- 1977 : Le Chariot d'or de Mario Gautherat (opéra), Opéra national du Rhin à Strasbourg puis à Mulhouse
- 1979 : L'Histoire du soldat de Ramuz et Stravinsky, Le Maillon, Strasbourg
- 1980 : Les Amours de Don Perlimplin de Federico Garcia Lorca Le Maillon, Strasbourg
- 1981 : L'Architecte d'Etienne Rebaudengo, Le Maillon, Strasbourg (création)
- 1981 : Les Mariés de la Tour Eiffel de Jean Cocteau, Le Maillon, Strasbourg
- 1981 : Le Kougelhopf d'or de Martin Graff et Roger Siffer, Le Maillon, Strasbourg (création)
- 1981 : La Voyage de Martin Graff et Roger Siffer, Le Maillon, Strasbourg (création)
- 1982 : Dieu est alsacienne de Martin Graff et Roger Siffer, Le Maillon, Strasbourg (création)
- 1982 : Zutte ou la princesse qui mord de David André Lang, Le Maillon, Strasbourg
- 1983 : Stanislas l'enchanteur de Bernard Jenny, Le Maillon, Strasbourg
- 1984 : La Voix humaine de Jean Cocteau, Le Maillon, Strasbourg
- 1984 : Sila, princesse de Mélimélonie de Bernard Jenny, Le Maillon Strasbourg
- 1985 : Mangeront-ils ? de Victor Hugo, Parc de la Citadelle (Strasbourg) et Septembre artistique Nancy
- 1985 : Le Petit Prince d'Antoine de Saint-Exupéry, La Choucrouterie Strasbourg
- 1986 : Le Petit Prince d'Antoine de Saint-Exupéry, Le Maillon, Strasbourg
- 1986 : Poil de Carotte de Jules Renard, Le Maillon, Strasbourg
- 1987-1988 : L'Histoire du soldat de Ramuz et Stravinsky, Le Maillon, Strasbourg
- 1988 : Haute surveillance de Jean Genet, Prison Sainte Marguerite, Strasbourg
- 1989 : Adorra ou le cimetière des éléphants de Jean-Jacques Varoujean, Le Maillon, Strasbourg
- 1989 : Les Bonnes de Jean Genet, Le Maillon, Strasbourg
- 1990 : Protée de Paul Claudel, Le Maillon, Strasbourg

Scénographe
- 1969 : Ce fou de Platonov d'Anton Tchekhov, Théâtre du Vieux-Colombier

## Publications
- 1972 : Le guide du chien et de son maître, Collection "Livres d'Or"
- 1997 : Germain "En Alsace le contraire est toujours vrai"  (biographie de Germain Muller), Editions Do Bentzinger